# Poche de La Rochelle
Seconde Guerre mondiale
Libération de la France
La poche de La Rochelle est l'une des poches de l'Atlantique, des zones de résistance allemandes subsistantes sur le littoral ouest-européen lors de la Seconde Guerre mondiale. Elles se créent à partir de la fin de l'été 1944, avec la fin de la bataille de Normandie, puis le débarquement de Provence obligent les armées allemandes à refluer vers le nord-est de la France. Leur but était de bloquer l'accès aux Alliés des grands ports, mais ces poches n'auront pas de réel impact sur le déroulement de la suite de la guerre, certains ports ayant pu être capturés. La poche de La Rochelle est constituée de la ville de La Rochelle et ses pourtours sur une dizaine de kilomètres dont la base sous-marine de La Pallice, de l'île de Ré et de la majeure partie de l'île d'Oléron (le sud de l'île faisant partie de la poche de Royan). Elle ne se rendra que le 8 mai 1945, après la capitulation du Troisième Reich.

## Origine de la forteresse
En prévision du débarquement allié sur le littoral ouest européen, Hitler avait demandé que les grands ports de la côte Atlantique, de la Manche et de la mer du Nord soient transformés en festung (forteresse) afin que les Alliés ne puissent disposer d'un port pour le ravitaillement de leurs troupes après le débarquement. La création de ports artificiels sur la côte normande puis la prise assez rapide du port de Cherbourg, suivie de ceux de Saint-Malo et de Brest rendront ce plan caduque mais Hitler refusera la demande de certains de ces généraux d'évacuer les poches malgré le repli vers le nord-est de la France des armées allemandes après le débarquement de Provence et la rapide progression des troupes alliées.
À la suite de l'immobilisation importante de troupes américaines et des fortes pertes humaines pour la prise de Brest et avec la remise en fonction du port de Cherbourg, celui prévisible de Marseille, conjugués à la progression rapide du front vers l'est, la capture des poches restantes de la façade atlantique ne présentait plus un intérêt stratégique pour les Alliés. Le Supreme Headquarters Allied Expeditionary Force (SHAEF) décide donc début septembre 1944 de ne pas tenter de les prendre d'assaut et juste d'en faire le blocus avec le minimum de troupes nécessaires.  

## Présentation de la forteresse
Dans l'île de Ré, on trouve 2 sites de batteries de marine, la première appelée « Kora » composée de 4 pièces d'un calibre de 220 mm d'une portée de 25 km, la seconde « Karola » composée de 4 pièces d'un calibre de 203 mm.
Dans l'île d'Oléron, on trouve une dizaine d'ouvrages d'artillerie.
Le dispositif défensif terrestre était constitué, notamment à une dizaine de kilomètres de La Rochelle, d'une bande minée s'appuyant au nord et au sud sur de vastes étendues inondées, doublée d'un profond fossé antichar en arrière duquel étaient dissimulés les nids de résistance.
Une seconde ligne de défense, 8 kilomètres en avant de la première, constituée d'un fossé antichar, de champs de mines et de nids de résistance s'étendait sur une longueur de 30 km.
Au total, la poche était constituée d'environ 200 pièces d'artillerie fixes ou mobiles d'un calibre supérieur à 75, de 100 canons fixes affectés à la défense du littoral et autant pour la défense aérienne.
15 000 soldats allemands la défendaient, des hommes de la Heer, l'armée de terre allemande et de la Kriegsmarine. Mais comme pour les autres bases sous-marines allemandes de la façade atlantique, les sous-marins en état de naviguer s'étaient repliés vers la Norvège. 

## Les forces françaises devant la poche
Le général de Gaulle se rend à Saintes le 18 septembre 1944 pour rencontrer les principaux responsables des unités militaires issues de la Résistance, et engagées dans la libération du pays, dont le colonel Adeline, ancien responsable des FFI de Dordogne.

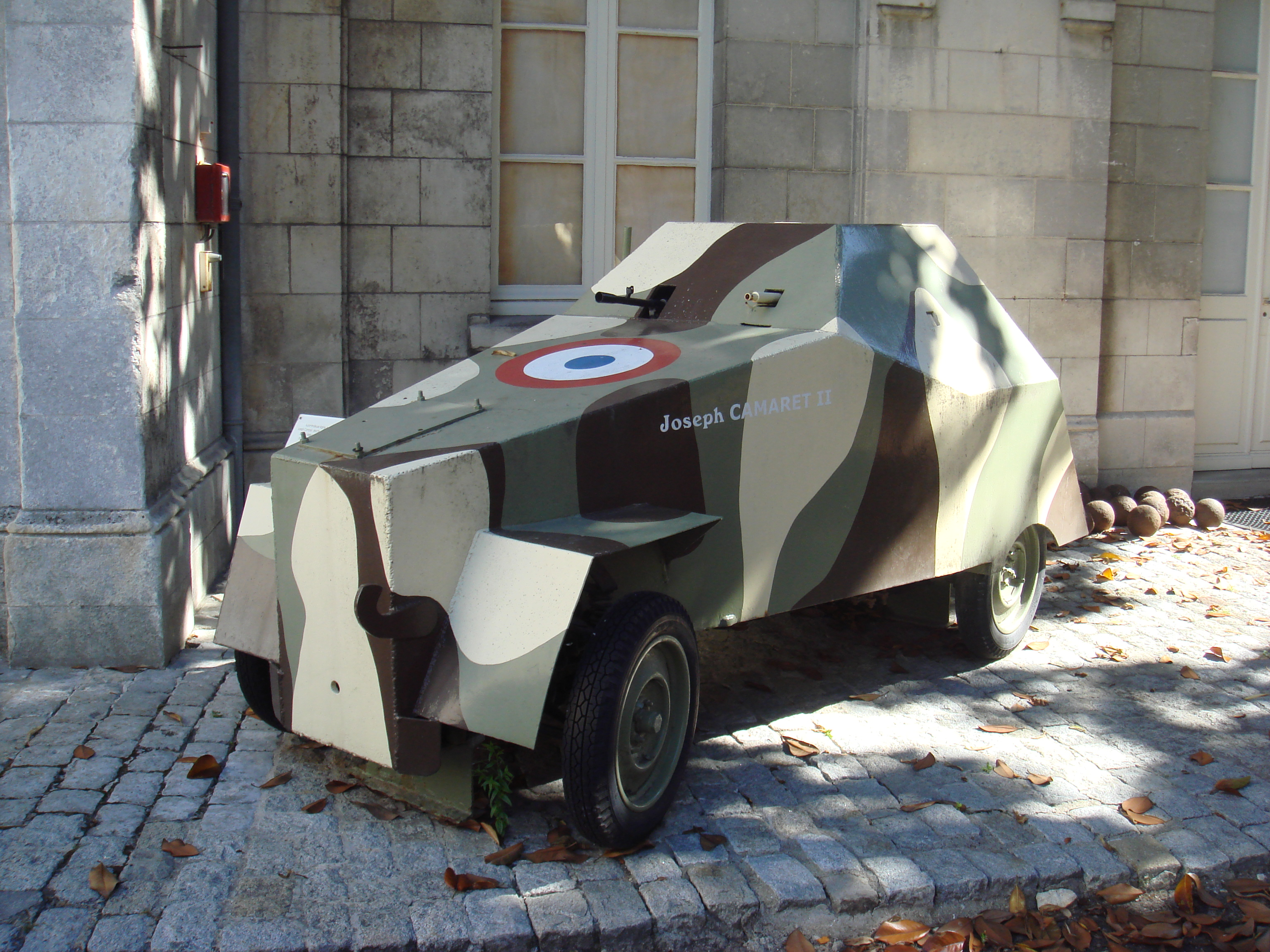
Voiture blindée de l'armée française qui a participé au blocus, aujourd'hui exposée au musée d'Orbigny-Bernon.

Deux semaines après sa venue à Saintes, il nomme le colonel Adeline commandant des opérations du secteur de la Rochelle et du secteur de Royan - Pointe de Grave.
Le 14 octobre 1944 sont créées les Forces françaises du Sud-Ouest (FFSO), qui deviendront plus tard détachement d'armée de l'Atlantique (DAA), dirigées par le général de Larminat, alors sur le front de l'Allemagne avec la 1re armée de de Lattre, secondé par le général d'Anselme (sl).
Le colonel Adeline, secondé du commandant de marine Meyer, obtenaient, au cours de pourparlers avec les Allemands, que ceux-ci reconnaissent que les hommes portant un brassard sur la manche soient traités comme des combattants ordinaires et qu'en cas de capture ils soient traités comme des prisonniers de guerre.
Puis Larminat désigne un commandant par secteur. Adeline devient commandant du secteur de Royan et le colonel Chêne, ancien chef de maquis de la Vienne, commandant du secteur de La Rochelle, toujours secondé par le commandant de marine Meyer.

## Les opérations militaires
Christiane Gachignard parle d'« originalité rochelaise », en effet, c'est la seule poche à avoir conservé une population nombreuse, à avoir été épargnée par les combats, à être sortie sans dommages de la tourmente, à avoir négocié avec l'occupant un modus vivendi et, enfin, à n'avoir été libérée que par des troupes françaises.
Après diverses rencontres menées par le commandant Meyer avec le contre-amiral Schirlitz, une convention temporaire est signée avec l'accord du général Adeline, commandant des forces françaises du Sud-Ouest.
« Dans le but d'éviter la destruction des installations portuaires et urbaines du port de La Rochelle-La Pallice, il a été convenu ce qui suit :
1. Les zones désignées ci-après ne peuvent faire l'objet d'attaques ni par terre, mer ou air de la part des troupes.
a. Zone interdite à l'action des troupes françaises : l'île de Ré et une portion de terre ferme limitée du côté de la terre par la ligne indiquée en rouge sur le plan joint.
b. Zone interdite à l'action des troupes allemandes : les régions situées à l'est de la ligne figurée en bleu telle qu'elle est indiquée sur le plan joint.
2. Dans la zone indiquée au paragraphe 1a, le commandant allemand s'engage à s'abstenir de toute destruction des installations portuaires et urbaines.
3. Dans la zone indiqué au paragraphe 1b, le commandant français s'engage à ne pas fomenter ou appuyer des mouvements de résistance et des actes de sabotage de la part de la population.
4. Dans la zone comprise entre les lignes rouge et bleue indiquées ci-dessus, les deux parties contractantes se réservent pleine liberté d'action. [...]
8. Le présent accord entre en vigueur, le 20 octobre à 20 h. »
— Convention du 18 octobre 1944 entre le général Adeline et l'amiral Schirlitz
La ligne rouge part de Villedoux jusqu'à la pointe de Châtelaillon en passant par Longèves, Sainte-Soulle et La Jarrie.

La ligne bleue part de Marans jusqu'à la pointe de la Fumée en passant par Courçon, Bouhet, Forges, Ciré-d'Aunis, Breuil-Magné et Fouras.
Les deux négociateurs étaient parvenus à un compromis : « la diplomatie l'emportait sur la force, la raison sur l'entêtement ».
Cet arrangement n'empêchait pas les bataillons d'engagés volontaires FFI de poursuivre le siège de forteresse et de faire face aux coups de main allemands (raids sur Marans, Aigrefeuille d'Aunis, Saint-Jean-de-Liversay).
En avril 1945, le général de Larminat fait parvenir au contre-amiral Schirlitz un courrier dans lequel il fait connaître son intention de dénoncer la convention du 18 octobre 1944 délimitant la zone de combats. Il ajoute que la destruction des installations portuaires et urbaines de La Rochelle serait considérée comme un crime de guerre. En revanche, en cas de respect du patrimoine existant, la garnison allemande pourrait bénéficier d'une certaine mansuétude de la part des vainqueurs. Sitôt la convention dénoncée, les troupes françaises avancent, sans atteindre cependant la ligne rouge.

## La reddition

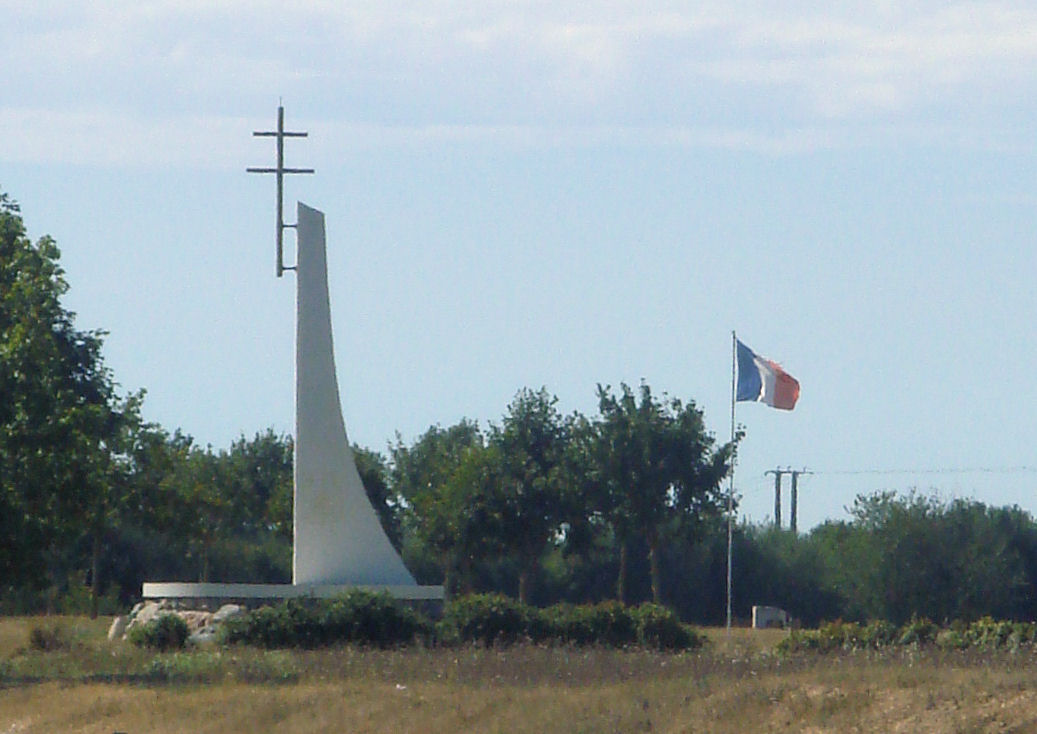
Mémorial de la poche de La Rochelle 1944-1945, à Saint-Sauveur-d'Aunis en bordure de la RN11, au nord-est de La Rochelle.

Le 7 mai, après avoir appris par la radio la capitulation du Reich, le contre-amiral allemand négociait sa propre reddition, alors que les troupes françaises entraient dans la ville pavoisée.
Après des préliminaires menées au château de Buzay à La Jarne, la cérémonie se déroule le 8 mai au matin, avec la remise par le contre-amiral Schirlitz de ses pouvoirs au colonel Chêne, suivie de l'entrée des troupes françaises dans la cité. Tôt le 9 mai au matin, Schirlitz signe l'acte officiel de capitulation et remet ses armes au commandant de marine Meyer.
Après cette dernière rencontre, un régiment de zouaves débarque sur l'île de Ré et capture le commandant de la garnison et la Marine nationale prend possession de la base sous-marine intacte de La Pallice.